# Angoulême
Angoulême /ɑ̃ɡuˈlɛm/ (Engoulaeme in pittavino-santongese, in italiano storicamente Angolemme), è un comune francese di 41 740 abitanti capoluogo del dipartimento della Charente, situato nella regione Nuova Aquitania.
I suoi abitanti si chiamano Angoumoisin(s) /ɑ̃ɡumwaˈzɛ̃/. Il motto della città, in latino, è Fortitudo mea civium fides (Mi rafforzo dalla lealtà dei miei cittadini).

## Geografia fisica

Angoulême è situata alla confluenza della Charente e della Touvre, nella Francia centro-occidentale, sulla linea ferroviaria fra Parigi e Bordeaux. La città occupa un promontorio che scende sui fiumi che l'attraversano.

## Storia
Già nota nell'antichità come Iculisma, la città fu presa da Clodoveo ai Visigoti nel 507 e successivamente, nel IX secolo, fu conquistata dai Normanni. Il 18 maggio 1204 una carta fu firmata da Giovanni senza Terra, re d'Inghilterra per rendere ufficiale la creazione del comune di Angoulême. Con queste parole il re «concede agli abitanti di Angoulême di tutelare le libertà ed i giusti costumi della loro città e di difendere i loro possessi e diritti». Nel 1360 la città fu costretta alla resa col Trattato di Brétigny agli inglesi che furono comunque espulsi nel 1373 dalle truppe di Carlo V, che concesse numerosi privilegi alla città. 
Angoulême soffrì molto durante le Guerre di religione francesi, specialmente nel 1568 dopo la cattura da parte dei Protestanti comandati dall'ammiraglio Gaspard de Châtillon.
Angoulême fu sede di contea, l'Angoumois, che fu di competenza di un ramo della famiglia Valois, detto appunto dei Valois Angoulême, di cui era membro Francesco I di Francia.

## Monumenti e luoghi d'interesse

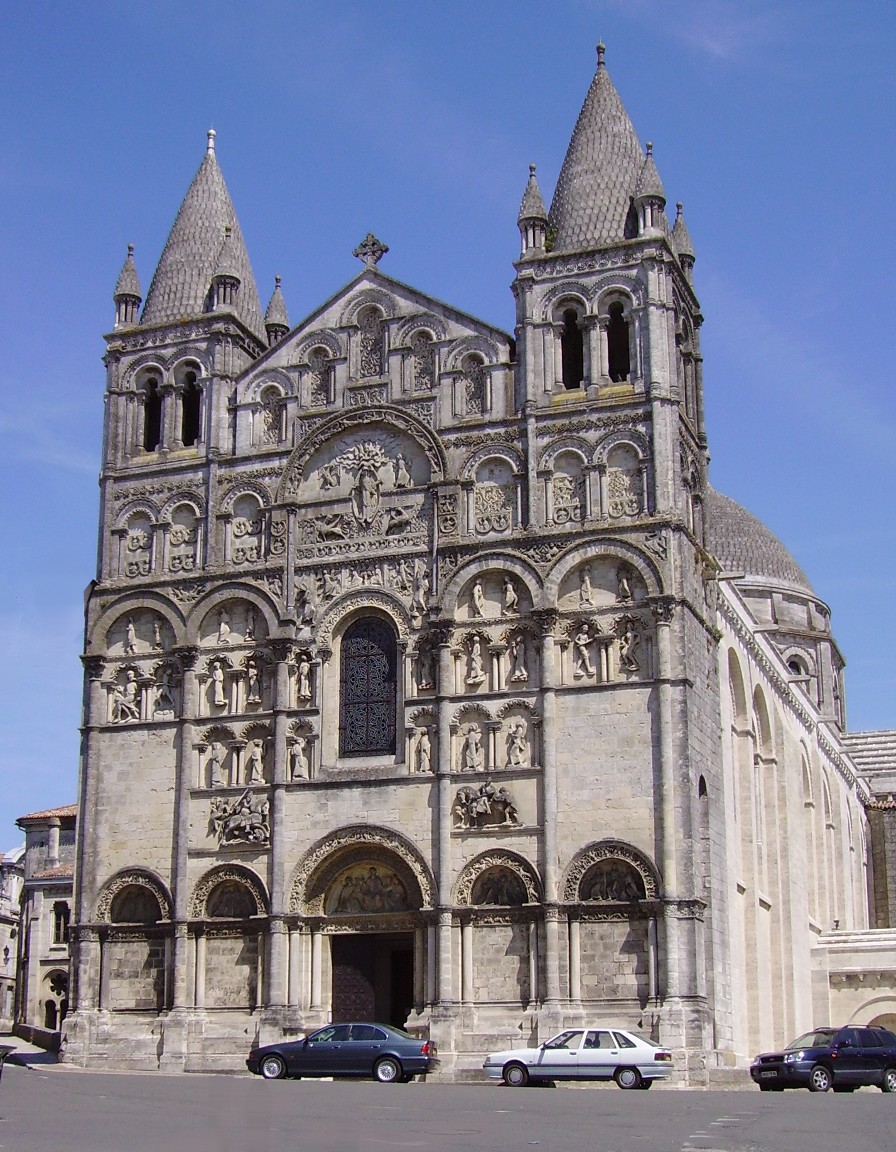
La cattedrale di Angoulême

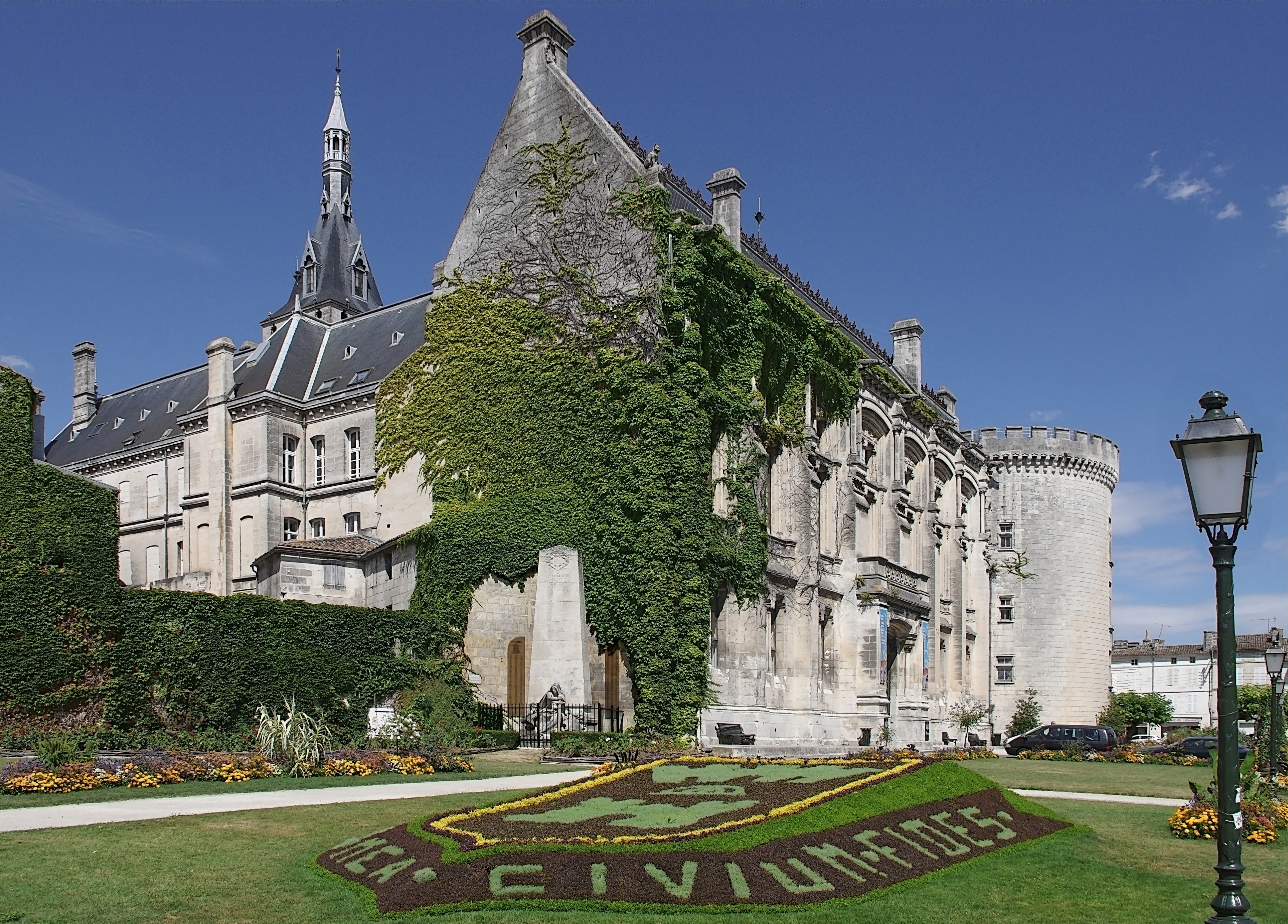
Hôtel de ville di Angoulême

- La Cattedrale di Saint-Pierre di Angoulême è una costruzione romanica dei primi decenni del XII secolo
- Le Halles, d'architettura metallica
- L'Hôtel de ville (il Municipio) costruito in stile neogotico (XIX secolo) sul luogo di un antico castello contale
- Le fortificazioni a balcone sulla Charente
- Il Palais de Justice costruito su un antico convento
- Un'antenna decentralizzata del Fondo regionale d'arte contemporanea del Poitou-Charentes; ((FR)  sito).
- Il Musée de la BD (Cité BD), museo del fumetto
- Il Teatro municipale, con una bella facciata
- Una statua di Corto Maltese nel quartiere l’Houmeau
- Il Lycée Guez-de-Balzac

## Società

### Evoluzione demografica
Abitanti censiti

## Cultura

### Eventi
- Festival international de la bande dessinée d'Angoulême

### Istituzioni, enti e associazioni
- Cité internationale de la bande dessinée et de l'image

### Media
Il giornale cittadino è la Charente libre, fondato nel 1944.

### Geografia antropica
Fino al 2014 il territorio comunale della città di Angoulême era amministrativamente suddiviso sui tre cantoni di Angoulême-Est, Angoulême-Nord e Angoulême-Ouest.
A seguito della riforma approvata con decreto del 20 febbraio 2014, che ha avuto attuazione dopo le elezioni dipartimentali del 2015 il territorio comunale della città di Angoulême è suddiviso su tre cantoni:
- Cantone di Angoulême-1: comprende parte della città di Angoulême e il comune di Fléac
- Cantone di Angoulême-2: comprende parte della città di Angoulême e il comune di l'Isle-d'Espagnac
- Cantone di Angoulême-3: comprende parte della città di Angoulême e il comune di Soyaux

## Amministrazione

### Gemellaggi
- Bury
- Chicoutimi
- Guelendjik
- Hildesheim
- Hoffman Estates
- Ségou
- Turda
- Vitoria

## Infrastrutture e trasporti

### Ferrovie
La città è servita da una propria stazione ferroviaria posta lungo la linea Parigi-Bordeaux.

## Economia
- Carta ed imballaggi
- Arsenale della Marina
- Immagine e fumetti (Festival international de la bande dessinée d'Angoulême)
- Industria elettrica ed elettronica

## Sport
La squadra di rugby del Soyaux Angoulême XV Charente, conosciuta come SA XV Charente Rugby è stata fondata nel giugno 2010. È nata dalla fusione dello Sporting Club d'Angoulême (SCA) e il Rugby Club Soyaux (RCS).